# Un amore sul lago di Garda
Un amore sul lago di Garda è una serie televisiva di genere drammatico prodotta da Bavaria Film per il pubblico tedesco. È andata in onda sulla rete televisiva ZDF nel 2006 con il titolo Eine Liebe am Gardasee.
La serie televisiva è ambientata sul Lago di Garda nei paesi di Garda, ove si trova l’albergo al centro delle vicende, e Lazise.
In Italia va in onda dal 24 luglio 2017 su Rai 1.

## Trama
La storia ruota intorno alla vita di Lena Sander che recatasi in Italia per scoprire le sue origini scopre di essere figlia di un ricco proprietario di Albergo, Alexander Hofer, da cui era stata portata via trent'anni prima.
Franco Leone, amico di Alexander, è un importante imprenditore del settore navale. Quando a seguito di una crisi che aveva colpito la sua azienda vede la sua vita andare in fumo, per la disperazione, decide di rapire Lena per racimolare, mediante il riscatto, la somma utile a ristabilire le sorti dell'azienda. Per trent'anni la storia era rimasta segretata grazie anche alla protezione offerta a Franco dalla sorella, suor Anna. Ma quando Lena iniziando ad indagare scoprirà alcuni particolari che la porteranno a sospettare di Franco e del suo ex dipendente Stefano le cose cominciano a complicarsi per Franco tanto da portarlo a tentare il suicidio con un cocktail di farmaci che egli usava per curare i problemi di cuore di cui soffriva da tempo.

## Puntate
La serie si compone di ventuno episodi.

## Cast
- Lena Sanders: interpretata da Christina Beyerhaus
- Alexander Hofer: interpretato da Daniele Legler
- Suor Anna: interpretata da Ute Cremer
- Franco Leone: interpretato da Hartmut Becker
- Isabella Hofer: interpretata da Jessica Boehrs
- Lukas Leone: interpretato da Andreas Brucker